# Chassagne-Montrachet
Chassagne-Montrachet är en kommun i departementet Côte-d'Or i regionen Bourgogne-Franche-Comté i östra Frankrike. Kommunen ligger i kantonen Nolay som tillhör arrondissementet Beaune. År 2022 hade Chassagne-Montrachet 263 invånare.

## Befolkningsutveckling
Antalet invånare i kommunen Chassagne-Montrachet
Referens:INSEE